# Соловйов Євген Степанович
Євген Степанович Соловйов (нар. 29 грудня 1910, Харків — пом. 12 листопада 1972, Харків) — український радянський графік; член Харківської організації Спілки радянських художників України з 1950 року. Чоловік художниці Любові Джолос, батько художника Євгена Соловйова.

## Біографія
Народився 29 грудня 1910 року в місті Харкові (нині Україна). 1931 року закінчив художній робфак. Упродовж 1931—1936 років навчався у Харківському художньому інституті, де його викладачами були зокрема Василь Касіян, Мойсей Фрадкін, Сергій Григор'єв.
Брав участь у німецько-радянській війні. Член ВКП(б) з 1944 року.
Як художник-ілюстратор працював з видавництвами України та Румунії. Протягом 1952—1959 років очолював Харківський державний музей образотворчого мистецтва.
Жив у Харкові, в будинку на вулиці Культури, № 12, квартира 21. Помер в Харкові 12 листопада 1972 року. Похований в Харкові на Алеї поховань почесних громадян міста на Міському кладовищі № 2.

## Творчість
Працює в галузі плаката, станкової і книжкової графіки. Серед робіт:
- плакати
  - «За позику віддяка» (1950, у співавторстві з Любов'ю Джолос);
  - «Допоможемо» (1951, у співавторстві з Любов'ю Джолос);
- ілюстрації до книг
  - «Веселі малюнки» Наталі Забіли (Харків, 1951);
  - «Коли ще звірі говорили» Івана Франка (Київ, 1956; у співавторстві з Любов'ю Джолос);
- серії:
  - «Його величність робітничий клас» (1960—1961, ліногравюра);
  - «За мотивами російських і українських казок» (1960—1970, літографія, лінографвюра, акварель);
  - «Катерина» (1961—1964, ліногравюра; за мотивами поеми «Катерина» Тараса Шевченка);
  - «Лисиця-злодійка» (1966);
  - «Хлопчиш-Кибальчиш» (1967, ліногравюра; за мотивами  повісті  «Військова таємниця» Аркадія Гайдара);

Брав участь у республіканських виставках з 1949 року, всесоюзних — з 1951 року, зарубіжних — з 1963 року. Персональні виставки відбулися у Таллінні, Тарту у 1976 році.
Тиражні плакати художника зберігаються в Російській державній бібліотеці у Москві, Ярославському художньому музеї, приватних колекціях.

## Відзнаки
Нагороджений:
- орденами Червоної Зірки (19 березня 1943)[2], «Знак Пошани»;
- медалями «За оборону Сталінграда» (22 грудня 1942), «За перемогу над Німеччиною» (29 серпня 1945)[2].